# エクスフィニティ・シリーズ
エクスフィニティ・シリーズ (Xfinity Series) は、NASCARが主催するストックカーレースのカテゴリー。モンスターエナジー・NASCARカップ・シリーズの下位カテゴリー。カップシリーズにステップアップを目指すドライバーたちが競い合う。エクスフィニティ・シリーズはモンスターエナジー・カップシリーズと同じ開催地でその前日などに開催されたり独立開催もあり、ファンたちは両方のイベントを楽しむことができることが多い。またカップ戦ドライバーの参戦も多く、同じ週末に両レースを制覇してしまう猛者もいる。
そのためアメリカンモータースポーツにおける人気はNASCARカップ戦に次いで高く、視聴者数はインディカーやNHRAを遥かに凌ぐ。
旧名称はバドワイザー・レイトモデル・スポーツマン・シリーズ（Budweiser Late Model Sportsman Series：1982～1983年）、ブッシュ・グランドナショナル・シリーズ またはブッシュ・シリーズ(Busch Grand National Series：1984～2003年) 、ネイションワイド・シリーズ（Nationwide Series：2004～2014年）。

## 歴史

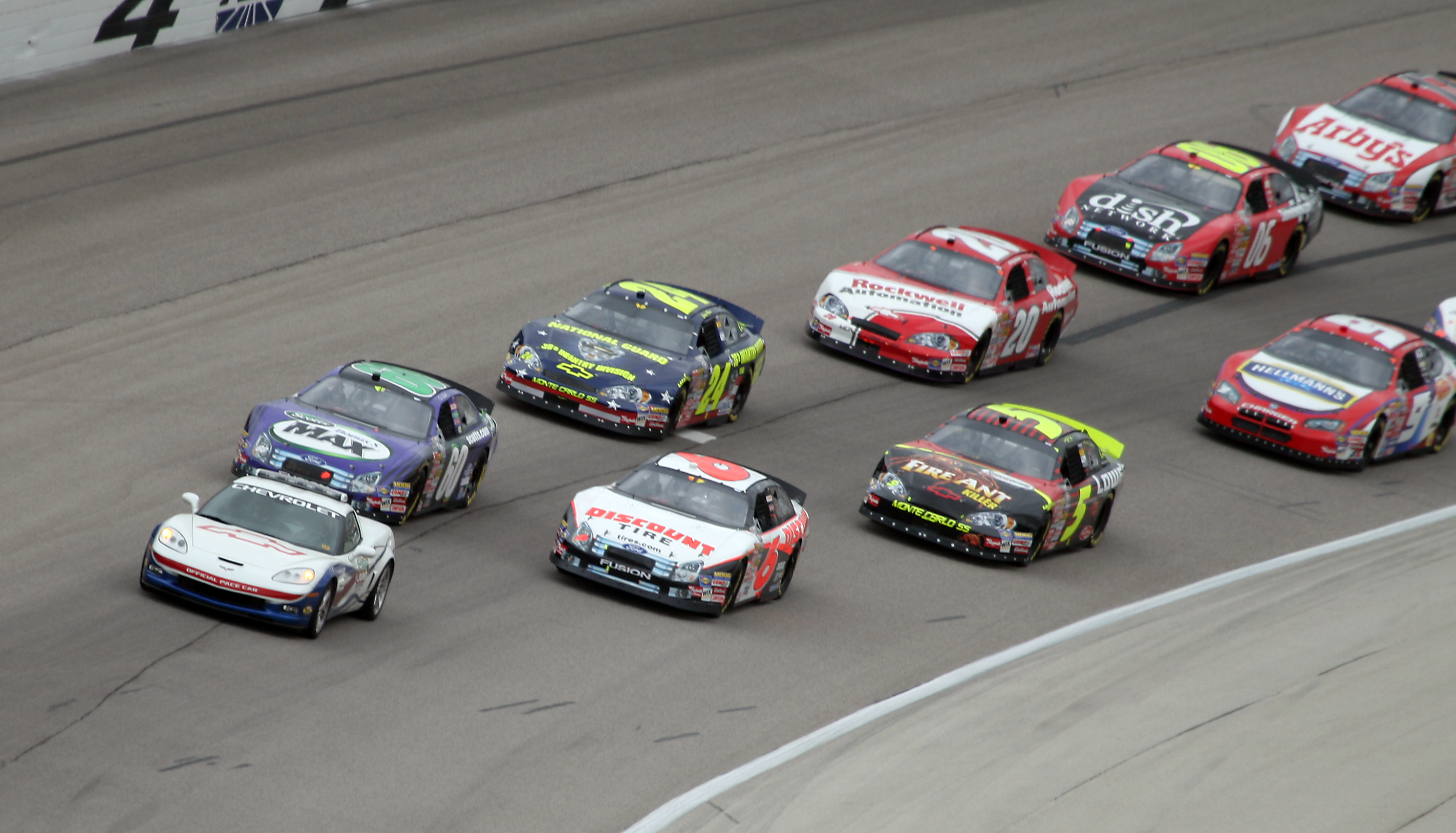
ペースカ－に先導されるレースカー、テキサス、2007年4月

シリーズは1950年代にNASCARのショートトラック・ディビジョンから形成されたスポーツマン・ディビジョンが元である。それは1948年に創設されたモディファイド・シリーズ、ロードスター・シリーズ、1949年に創設されたストリクトリー・ストック・シリーズに次ぐ4番目のシリーズである。スポーツマン・ディビジョンで使用される車両は現行モデル車ではなく、より改造が行われたものであった。（モディファイド・シリーズで使用される車両程は改造されてはいない。）1968年にはレイトモデル・スポーツマン・シリーズと改称され、間もなくデイトナ・インターナショナル・スピードウェイのようなより大きなサーキットで競われるようになった。ドライバーはより大きなサーキットで旧式なグランドナショナル（現在のスプリントカップ・シリーズ）用車両を使用したが、1982年のNASCAR・バドワイザー・レイトモデル・スポーツマン・シリーズからは旧式の小型車を使用するようになった。ショートトラック用車両は300立方インチの比較的小さなV型8気筒エンジンを搭載した。ドライバーたちはV型6気筒エンジンを搭載した現行モデル車を使用した。
現在のネイションワイド・シリーズは1982年に形成された。アンハイザー・ブッシュ社が新たに変更されたレイトモデル・スポーツマン・シリーズを、バドワイザー・ブランドでスポンサードした。シリーズは1984年にブッシュ・ブランドが冠されるようになり、1986年にはブッシュ・グランドナショナル・シリーズと改称された。
「グランドナショナル」の語は2003年にNASCARブランドのアイデンティティ確立の一環として取り外された。現在「グランドナショナル」は地方シリーズであるブッシュ・イースト・シリーズ（現・NASCAR K&N プロシリーズ・イースト）およびウィンストン・ウェスト・シリーズ（現・NASCAR K&N プロシリーズ・ウェスト）に使用される。2007年シリーズの後、アンハイザー・ブッシュはスポンサーを更新しないと発表した。2008年シーズンはネイションワイド・インシュアランス社がタイトルスポンサーとなり、シリーズはネイションワイド・シリーズと改称された。
ネイションワイドによるスポンサーシップは7年間の契約であり、その期間はABC/ESPNとNASCARとの放送契約と一致している。スポンサーシップは2008年度、1,000万ドルで契約され、その後は年6%ずつ増加することとなっている。直接のスポンサー料に加え、ネイションワイドはESPNでの広告料として400万ドルから500万ドルの追加契約を行った。
2014年9月にはNBCとNBCSNの親会社コムキャストのケーブルテレビ事業部門である「エクスフィニティ」がスポンサー契約を結んだ。
アメリカ国外の、カナダやメキシコでもロードレースを行うことがある。

## 使用車両

### スプリントカップ車両との差異
カー・オブ・トゥモロー車両の導入に従い、ネイションワイド・シリーズの車両はスプリントカップ・シリーズ車両と大きく異なるようになった。主な違いとして、ホイールベースの短縮化（110インチから105インチ）、100ポンドの軽量化、ウィングの代わりにスポイラーを装着、非力なエンジンが挙げられる。以前にはスプリントカップのV8エンジンに代わってV6エンジンを使用するのと同様に、スプリントカップでは使用されない車両を使用することができた。
80年代前半、ゼネラルモーターズの参加チームは311立方インチ(5.096リットル)のエンジンを積む 1971-77年式GM・X-ボディのコンパクトカーからその使用車両を切り替えていき、後には1982-87年式GM・G-ボディを使用するようになった。フォード・モーター使用チームは一貫してフォード・サンダーバードを使用した。
1989年、NASCARはスプリントカップ・シリーズ車両同様の車体を使用するように規則を変更した。しかしながら搭載エンジンはV6のままであった。車両は徐々にスプリントカップ・シリーズ車両同様に変化していった。

### 性能諸元

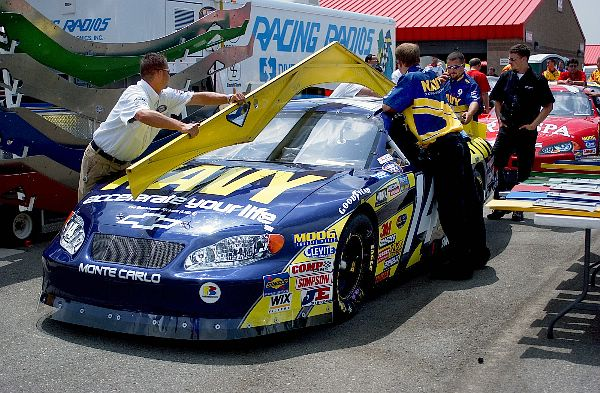
NASCARオフィシャルによりテンプレートによる計測を受ける、2004年式シボレー・モンテカルロ・ケイシー・アトウッド車。

- シャーシ: NASCAR規格に準じた鋼製パイプフレーム及びロールケージ
- 排気量: 5.8リットル(5,800cc、353.9Cu-in) OHV V型8気筒
- 変速機: 4速マニュアルトランスミッション
- 車両重量: 運転者を除く最低重量が3,200 lb (1,451 kg)以上、または運転者を含む最低重量が3,400 lb (1,542 kg)以上[6]。
- エンジン出力: 650–700 馬力 (485 kW –522 kW)、リストリクター装着時は 450 馬力 (335 kW)
- トルク: 700 N·m (520 ft·lb、71.38kg·m)
- 燃料: スノコ社供給の、98 オクタン E15 無鉛ガソリン
- 燃料容量:  18 US gal (68 L)
- 燃料装置: キャブレター
- 圧縮比: 12:1
- 吸気: 自然吸気
- キャブレター寸法: 390 立方フィート毎分（英語版） (184 リットル毎秒)、4バレル
- ホイールベース:  110 in (2,794 mm)
- ステアリング: ボール・ナット式パワーステアリング
- タイヤ: グッドイヤー製スリックタイヤ及びレインタイヤ
- 全長: 203.75 in (5,175 mm)
- 全高: 75 in (1,905 mm)
- 全幅: 51 in (1,295 mm)
- 安全装備: HANSデバイス、ウィランズ（英語版）製6点式シートベルト

## 参戦メーカー・車両の変遷

### バドワイザー・レイトモデル・スポーツマン・シリーズ（1982年–1983年）
クライスラー
- ダッジ・チャレンジャー（1982年）

フォード
- フォード・フェアモント（英語版）（1982年–1983年）

ゼネラル・モーターズ
- シボレー・マリブ（1982年–1983年）
- オールズモビル・オメガ（英語版）（1982年–1983年）
- ポンティアック・ヴェンチュラ（英語版）（1982年–1983年）

### ブッシュ・グランドナショナル・シリーズ（1984年–2003年）
クライスラー
- ダッジ・イントレピッド（2002年–2003年）

フォード
- フォード・フェアモント（1984年–1986年）
- フォード・サンダーバード（1987年–1997年）
- フォード・トーラス（1998年–2003年）
- マーキュリー・クーガー（1984年）

ゼネラル・モーターズ
- ビュイック・リーガル（1985年, 1988年–1995年） ※1991年以降はビュイックの公式サポートが無くなる。
- ビュイック・ルセイバー（英語版）（1986年–1989年）
- シボレー・モンテカルロ（1986年–1988年, 1995年–2003年）
- シボレー・ノヴァ（1984年–1988年）
- シボレー・ルミナ（英語版）（1989年–1995年）
- オールズモビル・オメガ（1984年–1987年）
- オールズモビル・デルタ88（英語版）（1986年–1995年） ※1992年以降はオールズモビルの公式サポートが無くなる。
- ポンティアック・ヴェンチュラ（1984年–1987年）
- ポンティアック・グランプリ（英語版）（1988年–2003年）

### ブッシュ・シリーズ（2004年–2007年）
クライスラー
- ダッジ・イントレピッド（2004年）
- ダッジ・チャージャー（2005年–2007年）

フォード
- フォード・トーラス（2004年–2005年）
- フォード・フュージョン（2006年–2007年）

ゼネラル・モーターズ
- ポンティアック・グランプリ（2004年）
- シボレー・モンテカルロ（2004年–2005年）
- シボレー・モンテカルロSS（英語版）（2006年–2008年）

トヨタ
- トヨタ・カムリ（2007年）

### ネイションワイド・シリーズ（2008年–2014年）
クライスラー
- ダッジ・チャージャー（2008年–2010年）
- ダッジ・チャレンジャー（2010年–2014年） ※2012年以降はダッジの公式サポートが無くなる。

フォード
- フォード・フュージョン（2008年–2010年）
- フォード・マスタング（2010年–2014年）

ゼネラル・モーターズ
- シボレー・モンテカルロSS（2008年–2009年）
- シボレー・インパラSS（2008年–2009年）
- シボレー・インパラ（2010年–2012年）
- シボレー・カマロ（2013年–2014年）

トヨタ
- トヨタ・カムリ（2008年–2014年）

### エクスフィニティ・シリーズ（2015年–現在）
FCA US（クライスラー）
- ダッジ・チャレンジャー（2015年–2016年） ※公式サポート無し

フォード
- フォード・マスタング（2015年–現在）

ゼネラル・モーターズ
- シボレー・カマロ（2015年–現在）

トヨタ
- トヨタ・カムリ（2015年-2018年）
- トヨタ・スープラ（2019年-現在）

## 歴代チャンピオン
| 年   | ドライバー                              | オーナー                          | チーム                                   | No | メーカー          | St | Ws | TT | P  | Pts   | Gap |
| ---- | --------------------------------------- | --------------------------------- | ---------------------------------------- | -- | ----------------- | -- | -- | -- | -- | ----- | --- |
| 1982 | ジャック・イングラム                    | ジャック・イングラム              | イングラム・レーシング                   | 11 | ポンティアック    | 29 | 7  | 24 | 1  | 4495  | 47  |
| 1983 | サム・アード                            | ハワード・トーマス                | トーマス・ブラザーズ・レーシング         | 00 | オールズモビル    | 35 | 10 | 30 | 10 | 5454  | 84  |
| 1984 | サム・アード(2)                         | ハワード・トーマス(2)             | トーマス・ブラザーズ・レーシング(2)      | 00 | オールズモビル(2) | 28 | 8  | 26 | 7  | 4552  | 426 |
| 1985 | ジャック・イングラム(2)                 | ジャック・イングラム(2)           | イングラム・レーシング(2)                | 11 | ポンティアック(2) | 27 | 5  | 22 | 2  | 4106  | 29  |
| 1986 | ラリー・ピアソン                        | デヴィッド・ピアソン              | ピアソン・レーシング                     | 21 | ポンティアック(3) | 31 | 1  | 24 | 1  | 4514  | 7   |
| 1987 | ラリー・ピアソン(2)                     | デヴィッド・ピアソン(2)           | ピアソン・レーシング(2)                  | 21 | シボレー          | 27 | 6  | 20 | 3  | 3959  | 394 |
| 1988 | トミー・エリス                          | ジョン・ジャクソン                | J&Jレーシング                            | 99 | ビュイック        | 30 | 3  | 20 | 5  | 4281  | 295 |
| 1989 | ロブ・モローゾ                          | ディック・モローゾ                | モローゾ・レーシング                     | 25 | オールズモビル(3) | 29 | 4  | 16 | 7  | 4001  | 55  |
| 1990 | チャック・ボウン                        | ヒューバート・ヘンズレー          | HVPモータースポーツ                      | 63 | ポンティアック(4) | 31 | 6  | 18 | 4  | 4372  | 200 |
| 1991 | ボビー・ラボンテ                        | ボビー・ラボンテ                  | ラボンテ・モータースポーツ               | 44 | オールズモビル(4) | 31 | 2  | 21 | 2  | 4264  | 74  |
| 1992 | ジョー・ネメチェク                      | ジョー・ネメチェク                | NEMCOモータースポーツ                    | 87 | シボレー(2)       | 31 | 2  | 18 | 1  | 4275  | 3   |
| 1993 | スティーヴ・グリソム                    | ウェイン・グリソム                | グリソム・レーシング・エンタープライゼス | 31 | シボレー(3)       | 28 | 2  | 18 | 0  | 3846  | 253 |
| 1994 | デヴィッド・グリーン                    | ボビー・ラボンテ(2)               | ラボンテ・モータースポーツ(2)            | 44 | シボレー(4)       | 28 | 1  | 14 | 9  | 3725  | 46  |
| 1995 | ジョニー・ベンソン・ジュニア            | ビル・ボームガードナー            | BACEモータースポーツ                     | 74 | シボレー(5)       | 26 | 2  | 19 | 0  | 3688  | 404 |
| 1996 | ランディ・ラジョーイ                    | ビル・ボームガードナー(2)         | BACEモータースポーツ(2)                  | 74 | シボレー(6)       | 26 | 5  | 20 | 2  | 3714  | 29  |
| 1997 | ランディ・ラジョーイ(2)                 | ビル・ボームガードナー(3)         | BACEモータースポーツ(3)                  | 74 | シボレー(7)       | 30 | 5  | 21 | 2  | 4381  | 266 |
| 1998 | デイル・アーンハート・ジュニア          | デイル・アーンハート              | デイル・アーンハート・インク             | 3  | シボレー(8)       | 31 | 7  | 22 | 3  | 4469  | 48  |
| 1999 | デイル・アーンハート・ジュニア(2)       | デイル・アーンハート(2)           | デイル・アーンハート・インク(2)          | 3  | シボレー(9)       | 32 | 6  | 22 | 3  | 4647  | 280 |
| 2000 | ジェフ・グリーン                        | グレッグ・ポレックス              | ppcレーシング                            | 10 | シボレー(10)      | 32 | 6  | 27 | 7  | 5005  | 616 |
| 2001 | ケヴィン・ハーヴィック                  | リチャード・チルドレス            | リチャード・チルドレス・レーシング       | 2  | シボレー(11)      | 33 | 5  | 24 | 4  | 4813  | 124 |
| 2002 | グレッグ・ビッフル                      | ジャック・ラウシュ                | ラウシュ・レーシング                     | 60 | フォード          | 34 | 4  | 25 | 5  | 4924  | 280 |
| 2003 | ブライアン・ヴィッカーズ                | リック・ヘンドリック              | ヘンドリック・モータースポーツ           | 5  | シボレー(12)      | 34 | 3  | 21 | 1  | 4637  | 14  |
| 2004 | マーティン・トゥーレックス・ジュニア    | デイル・アーンハート・ジュニア    | デイル・アーンハート・インク(3)          | 8  | シボレー(13)      | 34 | 6  | 26 | 7  | 5173  | 230 |
| 2005 | マーティン・トゥーレックス・ジュニア(2) | デイル・アーンハート・ジュニア(2) | デイル・アーンハート・インク(4)          | 8  | シボレー(14)      | 35 | 6  | 22 | 3  | 4937  | 68  |
| 2006 | ケヴィン・ハーヴィック(2)               | リチャード・チルドレス(2)         | リチャード・チルドレス・レーシング(2)    | 21 | シボレー(15)      | 35 | 9  | 32 | 1  | 5648  | 824 |
| 2006 | ケヴィン・ハーヴィック(2)               | リチャード・チルドレス(2)         | リチャード・チルドレス・レーシング(2)    | 29 | シボレー(15)      | 35 | 9  | 32 | 1  | 5648  | 824 |
| 2006 | ケヴィン・ハーヴィック(2)               | ケヴィン・ハーヴィック            | ケヴィン・ハーヴィック・インコーポレート | 33 | シボレー(15)      | 35 | 9  | 32 | 1  | 5648  | 824 |
| 2007 | カール・エドワーズ                      | ジャック・ラウシュ(2)             | ラウシュ・フェンウェイ・レーシング       | 60 | フォード(2)       | 35 | 4  | 21 | 0  | 4805  | 618 |
| 2008 | クリント・ボウヤー                      | リチャード・チルドレス(3)         | リチャード・チルドレス・レーシング(3)    | 2  | シボレー(16)      | 35 | 1  | 29 | 0  | 5132  | 21  |
| 2009 | カイル・ブッシュ                        | ジョー・ギブス                    | ジョー・ギブス・レーシング               | 18 | トヨタ            | 35 | 9  | 30 | 3  | 5682  | 210 |
| 2010 | ブラッド・ケセロウスキー                | ロジャー・ペンスキー              | ペンスキー・レーシング                   | 22 | ダッジ            | 35 | 6  | 29 | 5  | 5639  | 445 |
| 2011 | リッキー・ステンハウス・ジュニア        | ジャック・ラウシュ(3)             | ラウシュ・フェンウェイ・レーシング(2)    | 6  | フォード(3)       | 34 | 2  | 26 | 3  | 1,222 | 45  |
| 2012 | リッキー・ステンハウス・ジュニア(2)     | ジャック・ラウシュ(4)             | ラウシュ・フェンウェイ・レーシング(3)    | 6  | フォード(4)       | 33 | 6  | 26 | 4  | 1,251 | 23  |
| 2013 | オースティン・ディロン                  | リチャード・チルドレス(4)         | リチャード・チルドレス・レーシング(4)    | 3  | シボレー(17)      | 33 | 0  | 22 | 7  | 1,180 | 3   |
| 2014 | チェイス・エリオット                    | デイル・アーンハート・ジュニア(3) | JRモータースポーツ                       | 9  | シボレー(18)      | 33 | 3  | 26 | 2  | 1,213 | 42  |
| 2015 | クリス・ブッシャー                      | ジャック・ラウシュ(5)             | ラウシュ・フェンウェイ・レーシング(4)    | 60 | フォード(5)       | 33 | 2  | 20 | 0  | 1190  | 15  |
| 2016 | ダニエル・スアレス                      | ジョー・ギブス(2)                 | ジョー・ギブス・レーシング(2)            | 19 | トヨタ(2)         | 33 | 3  | 27 | 2  | 4040  | 2   |
| 2017 | ウィリアム・バイロン                    | デイル・アーンハート・ジュニア(4) | JRモータースポーツ(2)                    | 9  | シボレー(19)      | 33 | 4  | 22 | 2  | 4034  | 5   |
| 2018 | タイラー・レディック                    | デイル・アーンハート・ジュニア(5) | JRモータースポーツ(3)                    | 9  | シボレー(20)      | 33 | 2  | 20 | 0  | 4040  | 5   |

## 参照
1. ↑  Ratings Roundup: IndyCar, F1, NHRA
2. ↑  The Busch Series dilemma
3. ↑  Nationwide Insurance to be sponsor of No. 2 Series
4. ↑  NASCAR Scene, October 11, 2007, Vol. XXXI - No. 24, p32
5. ↑  Mickle, Tripp (2014年8月28日). “Comcast, NASCAR To Announce 10-Year Deal Next Week For Xfinity To Title No. 2 Series”. スポーツ・ビジネス・ジャーナル（英語版） 2014年9月1日閲覧。
6. ↑  ドライバーの体重が200 lb (91 kg)以上の場合は前者が適用され、それ以下の場合は後者の規定が適用される事で、多様な人種や年齢層が参加するステップアップカテゴリーとしての公平性を担保している。